# Kärna (stenteknologi)

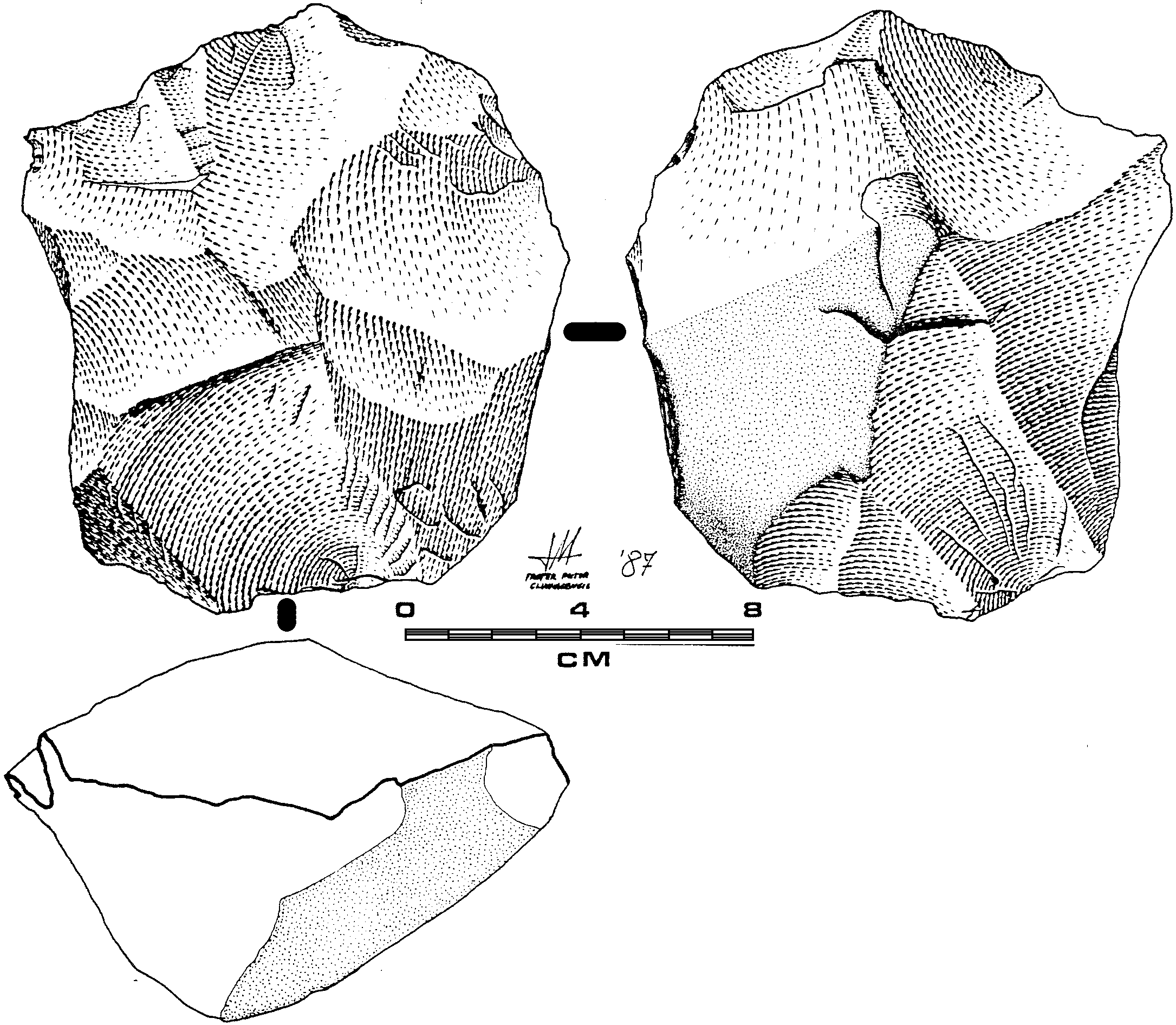
En kärna i kvartsit från Spanien

En kärna eller ett spånblock är utgångspunkten för tillverkning av stenredskap. Från en kärna slås avslag. 

## Typer
Det finns flera olika typer av kärnor, till exempel:
- Cylindrisk kärna, kallas även spånblock. En cylindrisk kärna har en slagyta i båda ändar och spån slås omväxlande från vardera sidan. Från en cylindrisk kärna går det att slå långa raka spån, vilka användes vid tillverkning bland annat av långsmala tångepilspetsar, som kunde vara upp till 20 cm långa. Förekommer särskilt inom den gropkeramiska kulturen under yngre stenåldern.

- Handtagskärna är en avlång kärna med avspaltningsytor på sidan och har använts för framställning av mikrospån. Förekommer särskilt i mesolitiska kulturer såsom maglemosekulturen och kongemosekulturen.

- Konisk kärna är en kärna med endast en slagyta. Den koniska kärnan användes vanligen till att slå mikrospån ifrån, främst under den tidigare delen av mesolitikum till exempel i maglemosekulturen.